# 5 (EP)
 For alternative betydninger, se 5 (flertydig). (Se også artikler, som begynder med 5)
5 er den første EP af den danske popsanger Basim, der udkom den 8. februar 2013 på Sony Music. EP'en havde solgt 80 eksemplarer på tre dage, og debuterede dermed som nummer 50 på album-hitlisten.

## Spor
| #  | Titel                          | Sangskriver(e)                                                        | Længde |
| -- | ------------------------------ | --------------------------------------------------------------------- | ------ |
| 1. | "Hjerteslag"                   | Tommi Braun                                                           | 4:16   |
| 2. | "Mayday"                       | Kasper Larsen, Ole Brodersen, Engelina Larsen, Basim Moujahid         | 4:04   |
| 3. | "Stjæler mit hjerte"           | Claus Nielsen, Braun, Lucas Børre Olsen, Carsten Mårtensson, Moujahid | 4:08   |
| 4. | "Kun et liv"                   | K. Larsen, Brodersen, Mich Hedin Hansen, E. Larsen, Moujahid          | 4:14   |
| 5. | "Min verden"                   | Anders Steen Hansen, Moujahid                                         | 3:21   |
| 6. | "Brænder inde" (Line og Basim) | Frederik Nordsø, E. Larsen                                            | 3:45   |

| 7.  | "Enkelt nat" (live)                  | 4:18 |
| 8.  | "I nat" (live)                       | 3:55 |
| 9.  | "Jeg vil" (live)                     | 4:17 |
| 10. | "Alt det jeg ville have sagt" (live) | 3:20 |
| 11. | "Glor på vinduer" (live)             | 2:53 |